# Ernst Klodwig
Ernst Klodwig (* 23. Mai 1903 in Aschersleben; † 15. April 1973 in Hamburg) war ein deutscher Automobilrennfahrer.

## Karriere
Ernst Klodwig zählte in den frühen 1950er Jahren neben Paul Greifzu, Rudolf Krause und Edgar Barth zu den besten Rennfahrern der DDR. Mit seinem Formel-2-BMW-Eigenbau kam er bei den nationalen Rennen regelmäßig unter die ersten Drei. 1952 und 1953 nahm er in seinem Eigenbau-BMW am Großen Preis von Deutschland auf dem Nürburgring teil. Damit wurde er nach Harry Schell zum zweiten Fahrer, der an einem Lauf zur Automobilweltmeisterschaft mit einem Rennwagen mit Mittelmotor angetreten ist. In beiden Formel-2-Rennen belegte er Plätze im Mittelfeld.
Ernst Klodwig lebte in den frühen 1950er-Jahren in Ostberlin. Er beendete sein Fahrerkarriere mit dem Ablauf der Saison 1954 und siedelte sich in Westdeutschland an, wo er 1973 in Hamburg starb.

## Statistik

### Statistik in der Automobil-Weltmeisterschaft

#### Gesamtübersicht
| Saison | Team          | Chassis  | Motor      | Rennen | Siege | Zweiter | Dritter | Poles | schn. Rennrunden | Punkte | WM-Pos. |
| ------ | ------------- | -------- | ---------- | ------ | ----- | ------- | ------- | ----- | ---------------- | ------ | ------- |
| 1952   | Ernst Klodwig | Heck BMW | BMW 2.0 L6 | 1      | −     | −       | −       | −     | −                | −      | NC      |
| 1953   | Ernst Klodwig | Heck BMW | BMW 2.0 L6 | 1      | −     | −       | −       | −     | −                | −      | NC      |
| Gesamt | Gesamt        | Gesamt   | Gesamt     | 2      | −     | −       | −       | −     | −                | −      |         |

#### Einzelergebnisse
| Saison | 1 | 2 | 3 | 4 | 5  | 6  | 7 | 8 | 9 |
| ------ | - | - | - | - | -- | -- | - | - | - |
| 1952   |   |   |   |   |    |    |   |   |   |
|        |   |   |   |   | 12 |    |   |   |   |
| 1953   |   |   |   |   |    |    |   |   |   |
|        |   |   |   |   |    | 15 |   |   |   |

| Legende  | Legende            | Legende                                                          |
| Farbe    | Abkürzung          | Bedeutung                                                        |
| -------- | ------------------ | ---------------------------------------------------------------- |
| Gold     | –                  | Sieg                                                             |
| Silber   | –                  | 2. Platz                                                         |
| Bronze   | –                  | 3. Platz                                                         |
| Grün     | –                  | Platzierung in den Punkten                                       |
| Blau     | –                  | Klassifiziert außerhalb der Punkteränge                          |
| Violett  | DNF                | Rennen nicht beendet (did not finish)                            |
| Violett  | NC                 | nicht klassifiziert (not classified)                             |
| Rot      | DNQ                | nicht qualifiziert (did not qualify)                             |
| Rot      | DNPQ               | in Vorqualifikation gescheitert (did not pre-qualify)            |
| Schwarz  | DSQ                | disqualifiziert (disqualified)                                   |
| Weiß     | DNS                | nicht am Start (did not start)                                   |
| Weiß     | WD                 | zurückgezogen (withdrawn)                                        |
| Hellblau | PO                 | nur am Training teilgenommen (practiced only)                    |
| Hellblau | TD                 | Freitags-Testfahrer (test driver)                                |
| ohne     | DNP                | nicht am Training teilgenommen (did not practice)                |
| ohne     | INJ                | verletzt oder krank (injured)                                    |
| ohne     | EX                 | ausgeschlossen (excluded)                                        |
| ohne     | DNA                | nicht erschienen (did not arrive)                                |
| ohne     | C                  | Rennen abgesagt (cancelled)                                      |
| ohne     | keine WM-Teilnahme |                                                                  |
| sonstige | P/fett             | Pole-Position                                                    |
| sonstige | 1/2/3/4/5/6/7/8    | Punktplatzierung im Sprint-/Qualifikationsrennen                 |
| sonstige | SR/kursiv          | Schnellste Rennrunde                                             |
| sonstige | *                  | nicht im Ziel, aufgrund der zurückgelegten Distanz aber gewertet |
| sonstige | ()                 | Streichresultate                                                 |
| sonstige | unterstrichen      | Führender in der Gesamtwertung                                   |